# Technopolis de Rabat
Pour les articles homonymes, voir Technopolis.
 (juin 2011).
Si vous disposez d'ouvrages ou d'articles de référence ou si vous connaissez des sites web de qualité traitant du thème abordé ici, merci de compléter l'article en donnant les références utiles à sa vérifiabilité et en les liant à la section « Notes et références ».
Technopolis est la technopole de la région de Rabat-Salé-Kénitra, au Maroc. Elle est située à Salé près de Rabat, la capitale, et de l'aéroport international de Rabat-Salé, dans l'arrondissement Hssaine de la commune urbaine de Salé. 
Lancée en avril 2007, la première phase de 107 hectares a été inaugurée le 11 octobre 2008 par le roi Mohammed VI. Une deuxième tranche a fait de la plateforme Technopolis une technopôle moderne attirant technologie et savoir, avec l'avénement de deux grandes universités : l'UIR et L'Université Polytechnique Mohamed VI.

## Organisation
La technopole sera organisée autour de plusieurs activités, dont les six pôles suivants qui œuvreront dans le but d'une intégration de valeur :
- Pôle Académique
  - Université de type privée
  - Filières d'excellence en jeu
  - Recherche et développement appliquée

- Pôle Offshoring
  - Activité de Business Process Outsourcing
  - Activité de ITO (Gestion d'infrastructure informatique)
  - Activité de Tierce maintenance applicative

- Pôle Médias
  - Audiovisuel
  - Applications Multimédia

- Pôle Microélectronique
  - Haute Technologie, Technologie Avancée et Intégrée
  - Images, Sans-fil, mobile, système embarqué automobile...

- Pôle Recherche et développement
  - Microélectronique
  - Nanotechnologie
  - Biotechnologie
  - Génie logiciel

- Pôle Valorisation de la recherche
  - Incubateurs
  - Pépinière d'entreprises
  - Transfert de technologie

## Entreprises établies
- Conseil et Ingénierie
  - CID
  - NOVEC
- Industrie de Haute Technologie :
  - Lear Corporation

- Offshoring :
  - Capgemini
  - Axa
  - CNEXIA
  - Bertrandt
  - HCL
  - AVL
  - LEVIO
  - Econocom
  - DXC Technology Maroc
  - CGI
  - Sofrecom
  - Orange business Maroc
  - Zodiac Aerospace Maroc
  - Et autres

- Enseignement :
  - Université Internationale de Rabat
  - Université Mohammed VI Polytechnique